# Condado de Montalbo de Aragón

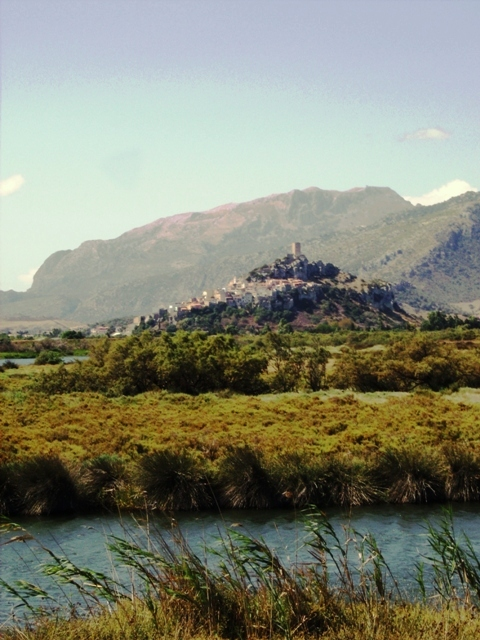
Vista de Posada, con el Monte Albo al fondo. Los condes fueron señores jurisdiccionales de esta localidad de la actual provincia italiana de Nuoro hasta la abolición del feudalismo en Cerdeña.

El condado de Montalbo de Aragón es la denominación vigente del título nobiliario hispano-sardo de conde de Montalbo (del italiano: conte di Montalbo), creado el 8 de febrero de 1646 por el rey Felipe IV a favor Juan Esteban Masones y Corella, señor de la baronía de Posada. Este feudo constituyó la base territorial de la dignidad, que tomó su nombre del Monte Albo, un mazizo calcáreo de característico color blanco situado en su término. El conde había comprado estas tierras en 1642 a Mariana Trujillo, tutora de Agustín Portugués, por 43.000 liras y la cesión de algunos censos en Cagliari.
La actual denominación de "conde de Montalbo de Aragón" proviene del 20 de junio de 1929, cuando fue rehabilitado el título sardo de "conte di Montalvo".

## Lista de titulares
|                                 | Titular                                               | Periodo                |
| Creación por Felipe IV          | Creación por Felipe IV                                | Creación por Felipe IV |
| Condes di Montalvo              | Condes di Montalvo                                    | Condes di Montalvo     |
| ------------------------------- | ----------------------------------------------------- | ---------------------- |
| I                               | Juan Esteban Masones y Corella                        | 1648-1651              |
| II                              | Félix Masones y Sanna                                 | 1651-1713              |
| III                             | José Masones y Manca                                  | 1713-1730              |
| IV                              | Félix Fernando Yáñez de Sotomayor Masones de Lima     | 1730-1767              |
| V                               | Jaime Masones de Lima y Sotomayor                     | 1767-1778              |
| VI                              | Ana María de Sotomayor Masones de Lima                | 1778-1789              |
| VII                             | Ignacio Jaime de Sotomayor Margens de Nin y Zatrillas | 1798-1835              |
| VIII                            | Mariana Nin de Zatrillas y Sotomayor                  | 1835-1847              |
| Rehabilitación por Alfonso XIII |                                                       |                        |
| Condes de Montalbo de Aragón    |                                                       |                        |
| IX                              | Gabriela del Alcázar y Mitjans                        | 1929-1982              |
| X                               | Jaime Sancho y del Alcázar                            | 1982-2016              |
| XI                              | Jaime Sancho y Márquez                                | 2017-actualidad        |

### Árbol genealógico
|                                                                                             |                                                                                             |                                                                                             |                                                                                             |                                                                                             |                                                                                             |  |  | Juan Esteban Masones, I conde de Montalbo († 1651)                                                        | | | | | |  |  |                                                                            |                                                                            |                                                                            |                                                                            |                                                                            |                                                                            |  |  | | | | | | |  |  |  |  |  |  |  |  |  |  |
|                                                                                             |                                                                                             |                                                                                             |                                                                                             |                                                                                             |                                                                                             |  |  | | | | | | |  |  |                                                                            |                                                                            |                                                                            |                                                                            |                                                                            |                                                                            |  |  | | | | | | |  |  |  |  |  |  |  |  |  |  |
|                                                                                             |                                                                                             |                                                                                             |                                                                                             |                                                                                             |                                                                                             |  |  | Félix Masones, II conde de Montalbo (1629-1713)                                                           | | | | | |  |  |                                                                            |                                                                            |                                                                            |                                                                            |                                                                            |                                                                            |  |  | | | | | | |  |  |  |  |  |  |  |  |  |  |
|                                                                                             |                                                                                             |                                                                                             |                                                                                             |                                                                                             |                                                                                             |  |  | | | | | | |  |  |                                                                            |                                                                            |                                                                            |                                                                            |                                                                            |                                                                            |  |  | | | | | | |  |  |  |  |  |  |  |  |  |  |
|                                                                                             |                                                                                             |                                                                                             |                                                                                             |                                                                                             |                                                                                             |  |  | José Masones, III conde de Montalbo (1656-1730)                                                           | | | | | |  |  |                                                                            |                                                                            |                                                                            |                                                                            |                                                                            |                                                                            |  |  | | | | | | |  |  |  |  |  |  |  |  |  |  |
|                                                                                             |                                                                                             |                                                                                             |                                                                                             |                                                                                             |                                                                                             |  |  | | | | | | |  |  |                                                                            |                                                                            |                                                                            |                                                                            |                                                                            |                                                                            |  |  | | | | | | |  |  |  |  |  |  |  |  |  |  |
|                                                                                             |                                                                                             |                                                                                             |                                                                                             |                                                                                             |                                                                                             |  |  | | | | | | |  |  |                                                                            |                                                                            |                                                                            |                                                                            |                                                                            |                                                                            |  |  | | | | | | |  |  |  |  |  |  |  |  |  |  |
| Félix Fernando Yáñez de Sotomayor, III duque de Sotomayor, IV conde de Montalbo (1684-1767) | Félix Fernando Yáñez de Sotomayor, III duque de Sotomayor, IV conde de Montalbo (1684-1767) | Félix Fernando Yáñez de Sotomayor, III duque de Sotomayor, IV conde de Montalbo (1684-1767) | Félix Fernando Yáñez de Sotomayor, III duque de Sotomayor, IV conde de Montalbo (1684-1767) | Félix Fernando Yáñez de Sotomayor, III duque de Sotomayor, IV conde de Montalbo (1684-1767) | Félix Fernando Yáñez de Sotomayor, III duque de Sotomayor, IV conde de Montalbo (1684-1767) |  |  | Jaime Masones de Lima, V conde de Montalbo (1696-1778)                                                    | Jaime Masones de Lima, V conde de Montalbo (1696-1778)                                                    | Jaime Masones de Lima, V conde de Montalbo (1696-1778)                                                    | Jaime Masones de Lima, V conde de Montalbo (1696-1778)                                                    | Jaime Masones de Lima, V conde de Montalbo (1696-1778)                                                    | Jaime Masones de Lima, V conde de Montalbo (1696-1778)                                                    |  |  | María Ignacia Masones, condesa del Castillo († 1739)                       | María Ignacia Masones, condesa del Castillo († 1739)                       | María Ignacia Masones, condesa del Castillo († 1739)                       | María Ignacia Masones, condesa del Castillo († 1739)                       | María Ignacia Masones, condesa del Castillo († 1739)                       | María Ignacia Masones, condesa del Castillo († 1739)                       |  |  | | | | | | |  |  |  |  |  |  |  |  |  |  |
| Félix Fernando Yáñez de Sotomayor, III duque de Sotomayor, IV conde de Montalbo (1684-1767) | Félix Fernando Yáñez de Sotomayor, III duque de Sotomayor, IV conde de Montalbo (1684-1767) | Félix Fernando Yáñez de Sotomayor, III duque de Sotomayor, IV conde de Montalbo (1684-1767) | Félix Fernando Yáñez de Sotomayor, III duque de Sotomayor, IV conde de Montalbo (1684-1767) | Félix Fernando Yáñez de Sotomayor, III duque de Sotomayor, IV conde de Montalbo (1684-1767) | Félix Fernando Yáñez de Sotomayor, III duque de Sotomayor, IV conde de Montalbo (1684-1767) |  |  | Jaime Masones de Lima, V conde de Montalbo (1696-1778)                                                    | Jaime Masones de Lima, V conde de Montalbo (1696-1778)                                                    | Jaime Masones de Lima, V conde de Montalbo (1696-1778)                                                    | Jaime Masones de Lima, V conde de Montalbo (1696-1778)                                                    | Jaime Masones de Lima, V conde de Montalbo (1696-1778)                                                    | Jaime Masones de Lima, V conde de Montalbo (1696-1778)                                                    |  |  | María Ignacia Masones, condesa del Castillo († 1739)                       | María Ignacia Masones, condesa del Castillo († 1739)                       | María Ignacia Masones, condesa del Castillo († 1739)                       | María Ignacia Masones, condesa del Castillo († 1739)                       | María Ignacia Masones, condesa del Castillo († 1739)                       | María Ignacia Masones, condesa del Castillo († 1739)                       |  |  | | | | | | |  |  |  |  |  |  |  |  |  |  |
| Ana María de Sotomayor, IV duquesa de Sotomayor, VI condesa de Montalbo (1718-1789)         | Ana María de Sotomayor, IV duquesa de Sotomayor, VI condesa de Montalbo (1718-1789)         | Ana María de Sotomayor, IV duquesa de Sotomayor, VI condesa de Montalbo (1718-1789)         | Ana María de Sotomayor, IV duquesa de Sotomayor, VI condesa de Montalbo (1718-1789)         | Ana María de Sotomayor, IV duquesa de Sotomayor, VI condesa de Montalbo (1718-1789)         | Ana María de Sotomayor, IV duquesa de Sotomayor, VI condesa de Montalbo (1718-1789)         |  |  | | | | | | |  |  | Fernando Ignacio Nin, II conde del Castillo                                | Fernando Ignacio Nin, II conde del Castillo                                | Fernando Ignacio Nin, II conde del Castillo                                | Fernando Ignacio Nin, II conde del Castillo                                | Fernando Ignacio Nin, II conde del Castillo                                | Fernando Ignacio Nin, II conde del Castillo                                |  |  | | | | | | |  |  |  |  |  |  |  |  |  |  |
| Ana María de Sotomayor, IV duquesa de Sotomayor, VI condesa de Montalbo (1718-1789)         | Ana María de Sotomayor, IV duquesa de Sotomayor, VI condesa de Montalbo (1718-1789)         | Ana María de Sotomayor, IV duquesa de Sotomayor, VI condesa de Montalbo (1718-1789)         | Ana María de Sotomayor, IV duquesa de Sotomayor, VI condesa de Montalbo (1718-1789)         | Ana María de Sotomayor, IV duquesa de Sotomayor, VI condesa de Montalbo (1718-1789)         | Ana María de Sotomayor, IV duquesa de Sotomayor, VI condesa de Montalbo (1718-1789)         |  |  | | | | | | |  |  | Fernando Ignacio Nin, II conde del Castillo                                | Fernando Ignacio Nin, II conde del Castillo                                | Fernando Ignacio Nin, II conde del Castillo                                | Fernando Ignacio Nin, II conde del Castillo                                | Fernando Ignacio Nin, II conde del Castillo                                | Fernando Ignacio Nin, II conde del Castillo                                |  |  | | | | | | |  |  |  |  |  |  |  |  |  |  |
|                                                                                             |                                                                                             |                                                                                             |                                                                                             |                                                                                             |                                                                                             |  |  | | | | | | |  |  |                                                                            |                                                                            |                                                                            |                                                                            |                                                                            |                                                                            |  |  | | | | | | |  |  |  |  |  |  |  |  |  |  |
|                                                                                             |                                                                                             |                                                                                             |                                                                                             |                                                                                             |                                                                                             |  |  | Ignacio Jaime de Sotomayor, V duque de Sotomayor, VII conde de Montalbo (1772-1835)                       | Ignacio Jaime de Sotomayor, V duque de Sotomayor, VII conde de Montalbo (1772-1835)                       | Ignacio Jaime de Sotomayor, V duque de Sotomayor, VII conde de Montalbo (1772-1835)                       | Ignacio Jaime de Sotomayor, V duque de Sotomayor, VII conde de Montalbo (1772-1835)                       | Ignacio Jaime de Sotomayor, V duque de Sotomayor, VII conde de Montalbo (1772-1835)                       | Ignacio Jaime de Sotomayor, V duque de Sotomayor, VII conde de Montalbo (1772-1835)                       |  |  | Mariana Nin, VI duquesa de Sotomayor, VIII condesa de Montalbo (1778-1847) | Mariana Nin, VI duquesa de Sotomayor, VIII condesa de Montalbo (1778-1847) | Mariana Nin, VI duquesa de Sotomayor, VIII condesa de Montalbo (1778-1847) | Mariana Nin, VI duquesa de Sotomayor, VIII condesa de Montalbo (1778-1847) | Mariana Nin, VI duquesa de Sotomayor, VIII condesa de Montalbo (1778-1847) | Mariana Nin, VI duquesa de Sotomayor, VIII condesa de Montalbo (1778-1847) |  |  | | | | | | |  |  |  |  |  |  |  |  |  |  |
|                                                                                             |                                                                                             |                                                                                             |                                                                                             |                                                                                             |                                                                                             |  |  | Ignacio Jaime de Sotomayor, V duque de Sotomayor, VII conde de Montalbo (1772-1835)                       | Ignacio Jaime de Sotomayor, V duque de Sotomayor, VII conde de Montalbo (1772-1835)                       | Ignacio Jaime de Sotomayor, V duque de Sotomayor, VII conde de Montalbo (1772-1835)                       | Ignacio Jaime de Sotomayor, V duque de Sotomayor, VII conde de Montalbo (1772-1835)                       | Ignacio Jaime de Sotomayor, V duque de Sotomayor, VII conde de Montalbo (1772-1835)                       | Ignacio Jaime de Sotomayor, V duque de Sotomayor, VII conde de Montalbo (1772-1835)                       |  |  | Mariana Nin, VI duquesa de Sotomayor, VIII condesa de Montalbo (1778-1847) | Mariana Nin, VI duquesa de Sotomayor, VIII condesa de Montalbo (1778-1847) | Mariana Nin, VI duquesa de Sotomayor, VIII condesa de Montalbo (1778-1847) | Mariana Nin, VI duquesa de Sotomayor, VIII condesa de Montalbo (1778-1847) | Mariana Nin, VI duquesa de Sotomayor, VIII condesa de Montalbo (1778-1847) | Mariana Nin, VI duquesa de Sotomayor, VIII condesa de Montalbo (1778-1847) |  |  | | | | | | |  |  |  |  |  |  |  |  |  |  |
|                                                                                             |                                                                                             |                                                                                             |                                                                                             |                                                                                             |                                                                                             |  |  | | | | | | |  |  | María Teresa Vera de Aragón, II duquesa de la Roca (1798-1855)             |                                                                            |                                                                            |                                                                            |                                                                            |                                                                            |  |  | | | | | | |  |  |  |  |  |  |  |  |  |  |
|                                                                                             |                                                                                             |                                                                                             |                                                                                             |                                                                                             |                                                                                             |  |  | | | | | | |  |  |                                                                            |                                                                            |                                                                            |                                                                            |                                                                            |                                                                            |  |  | | | | | | |  |  |  |  |  |  |  |  |  |  |
|                                                                                             |                                                                                             |                                                                                             |                                                                                             |                                                                                             |                                                                                             |  |  | | | | | | |  |  |                                                                            |                                                                            |                                                                            |                                                                            |                                                                            |                                                                            |  |  | | | | | | |  |  |  |  |  |  |  |  |  |  |
|                                                                                             |                                                                                             |                                                                                             |                                                                                             |                                                                                             |                                                                                             |  |  | Vicente Ferrer del Alcázar, III duque de la Roca (1820-1858) Con sucesión en los duques de la Roca.       | Vicente Ferrer del Alcázar, III duque de la Roca (1820-1858) Con sucesión en los duques de la Roca.       | Vicente Ferrer del Alcázar, III duque de la Roca (1820-1858) Con sucesión en los duques de la Roca.       | Vicente Ferrer del Alcázar, III duque de la Roca (1820-1858) Con sucesión en los duques de la Roca.       | Vicente Ferrer del Alcázar, III duque de la Roca (1820-1858) Con sucesión en los duques de la Roca.       | Vicente Ferrer del Alcázar, III duque de la Roca (1820-1858) Con sucesión en los duques de la Roca.       |  |  | Serapio del Alcázar, VI marqués de Peñafuente (1821-1880)                  | Serapio del Alcázar, VI marqués de Peñafuente (1821-1880)                  | Serapio del Alcázar, VI marqués de Peñafuente (1821-1880)                  | Serapio del Alcázar, VI marqués de Peñafuente (1821-1880)                  | Serapio del Alcázar, VI marqués de Peñafuente (1821-1880)                  | Serapio del Alcázar, VI marqués de Peñafuente (1821-1880)                  |  |  | Gabriela del Alcázar, VII duquesa de Sotomayor (1826-1889) Con sucesión en los duques de Sotomayor. | Gabriela del Alcázar, VII duquesa de Sotomayor (1826-1889) Con sucesión en los duques de Sotomayor. | Gabriela del Alcázar, VII duquesa de Sotomayor (1826-1889) Con sucesión en los duques de Sotomayor. | Gabriela del Alcázar, VII duquesa de Sotomayor (1826-1889) Con sucesión en los duques de Sotomayor. | Gabriela del Alcázar, VII duquesa de Sotomayor (1826-1889) Con sucesión en los duques de Sotomayor. | Gabriela del Alcázar, VII duquesa de Sotomayor (1826-1889) Con sucesión en los duques de Sotomayor. |  |  |  |  |  |  |  |  |  |  |
|                                                                                             |                                                                                             |                                                                                             |                                                                                             |                                                                                             |                                                                                             |  |  | Vicente Ferrer del Alcázar, III duque de la Roca (1820-1858) Con sucesión en los duques de la Roca.       | Vicente Ferrer del Alcázar, III duque de la Roca (1820-1858) Con sucesión en los duques de la Roca.       | Vicente Ferrer del Alcázar, III duque de la Roca (1820-1858) Con sucesión en los duques de la Roca.       | Vicente Ferrer del Alcázar, III duque de la Roca (1820-1858) Con sucesión en los duques de la Roca.       | Vicente Ferrer del Alcázar, III duque de la Roca (1820-1858) Con sucesión en los duques de la Roca.       | Vicente Ferrer del Alcázar, III duque de la Roca (1820-1858) Con sucesión en los duques de la Roca.       |  |  | Serapio del Alcázar, VI marqués de Peñafuente (1821-1880)                  | Serapio del Alcázar, VI marqués de Peñafuente (1821-1880)                  | Serapio del Alcázar, VI marqués de Peñafuente (1821-1880)                  | Serapio del Alcázar, VI marqués de Peñafuente (1821-1880)                  | Serapio del Alcázar, VI marqués de Peñafuente (1821-1880)                  | Serapio del Alcázar, VI marqués de Peñafuente (1821-1880)                  |  |  | Gabriela del Alcázar, VII duquesa de Sotomayor (1826-1889) Con sucesión en los duques de Sotomayor. | Gabriela del Alcázar, VII duquesa de Sotomayor (1826-1889) Con sucesión en los duques de Sotomayor. | Gabriela del Alcázar, VII duquesa de Sotomayor (1826-1889) Con sucesión en los duques de Sotomayor. | Gabriela del Alcázar, VII duquesa de Sotomayor (1826-1889) Con sucesión en los duques de Sotomayor. | Gabriela del Alcázar, VII duquesa de Sotomayor (1826-1889) Con sucesión en los duques de Sotomayor. | Gabriela del Alcázar, VII duquesa de Sotomayor (1826-1889) Con sucesión en los duques de Sotomayor. |  |  |  |  |  |  |  |  |  |  |
|                                                                                             |                                                                                             |                                                                                             |                                                                                             |                                                                                             |                                                                                             |  |  | | | | | | |  |  | Gabriel del Alcázar, XIII conde de Crecente (1858-1907)                    |                                                                            |                                                                            |                                                                            |                                                                            |                                                                            |  |  | | | | | | |  |  |  |  |  |  |  |  |  |  |
|                                                                                             |                                                                                             |                                                                                             |                                                                                             |                                                                                             |                                                                                             |  |  | | | | | | |  |  |                                                                            |                                                                            |                                                                            |                                                                            |                                                                            |                                                                            |  |  | | | | | | |  |  |  |  |  |  |  |  |  |  |
|                                                                                             |                                                                                             |                                                                                             |                                                                                             |                                                                                             |                                                                                             |  |  | | | | | | |  |  |                                                                            |                                                                            |                                                                            |                                                                            |                                                                            |                                                                            |  |  | | | | | | |  |  |  |  |  |  |  |  |  |  |
|                                                                                             |                                                                                             |                                                                                             |                                                                                             |                                                                                             |                                                                                             |  |  | Sonsoles del Alcázar, VI condesa del Castillo de Vera (1893-1981) Con sucesión en los condes de Crecente. | Sonsoles del Alcázar, VI condesa del Castillo de Vera (1893-1981) Con sucesión en los condes de Crecente. | Sonsoles del Alcázar, VI condesa del Castillo de Vera (1893-1981) Con sucesión en los condes de Crecente. | Sonsoles del Alcázar, VI condesa del Castillo de Vera (1893-1981) Con sucesión en los condes de Crecente. | Sonsoles del Alcázar, VI condesa del Castillo de Vera (1893-1981) Con sucesión en los condes de Crecente. | Sonsoles del Alcázar, VI condesa del Castillo de Vera (1893-1981) Con sucesión en los condes de Crecente. |  |  | Gabriela del Alcázar, IX condesa de Motalbo de Aragón (1896-1996)          | Gabriela del Alcázar, IX condesa de Motalbo de Aragón (1896-1996)          | Gabriela del Alcázar, IX condesa de Motalbo de Aragón (1896-1996)          | Gabriela del Alcázar, IX condesa de Motalbo de Aragón (1896-1996)          | Gabriela del Alcázar, IX condesa de Motalbo de Aragón (1896-1996)          | Gabriela del Alcázar, IX condesa de Motalbo de Aragón (1896-1996)          |  |  | | | | | | |  |  |  |  |  |  |  |  |  |  |
|                                                                                             |                                                                                             |                                                                                             |                                                                                             |                                                                                             |                                                                                             |  |  | Sonsoles del Alcázar, VI condesa del Castillo de Vera (1893-1981) Con sucesión en los condes de Crecente. | Sonsoles del Alcázar, VI condesa del Castillo de Vera (1893-1981) Con sucesión en los condes de Crecente. | Sonsoles del Alcázar, VI condesa del Castillo de Vera (1893-1981) Con sucesión en los condes de Crecente. | Sonsoles del Alcázar, VI condesa del Castillo de Vera (1893-1981) Con sucesión en los condes de Crecente. | Sonsoles del Alcázar, VI condesa del Castillo de Vera (1893-1981) Con sucesión en los condes de Crecente. | Sonsoles del Alcázar, VI condesa del Castillo de Vera (1893-1981) Con sucesión en los condes de Crecente. |  |  | Gabriela del Alcázar, IX condesa de Motalbo de Aragón (1896-1996)          | Gabriela del Alcázar, IX condesa de Motalbo de Aragón (1896-1996)          | Gabriela del Alcázar, IX condesa de Motalbo de Aragón (1896-1996)          | Gabriela del Alcázar, IX condesa de Motalbo de Aragón (1896-1996)          | Gabriela del Alcázar, IX condesa de Motalbo de Aragón (1896-1996)          | Gabriela del Alcázar, IX condesa de Motalbo de Aragón (1896-1996)          |  |  | | | | | | |  |  |  |  |  |  |  |  |  |  |
|                                                                                             |                                                                                             |                                                                                             |                                                                                             |                                                                                             |                                                                                             |  |  | | | | | | |  |  | Jaime Sancho, X conde de Montalbo de Aragón                                |                                                                            |                                                                            |                                                                            |                                                                            |                                                                            |  |  | | | | | | |  |  |  |  |  |  |  |  |  |  |
|                                                                                             |                                                                                             |                                                                                             |                                                                                             |                                                                                             |                                                                                             |  |  | | | | | | |  |  |                                                                            |                                                                            |                                                                            |                                                                            |                                                                            |                                                                            |  |  | | | | | | |  |  |  |  |  |  |  |  |  |  |
|                                                                                             |                                                                                             |                                                                                             |                                                                                             |                                                                                             |                                                                                             |  |  | | | | | | |  |  | Jaime Sancho, XI conde de Montalbo de Aragón                               |                                                                            |                                                                            |                                                                            |                                                                            |                                                                            |  |  | | | | | | |  |  |  |  |  |  |  |  |  |  |
|                                                                                             |                                                                                             |                                                                                             |                                                                                             |                                                                                             |                                                                                             |  |  | | | | | | |  |  |                                                                            |                                                                            |                                                                            |                                                                            |                                                                            |                                                                            |  |  | | | | | | |  |  |  |  |  |  |  |  |  |  |
|                                                                                             |                                                                                             |                                                                                             |                                                                                             |                                                                                             |                                                                                             |  |  | | | | | | |  |  | Bosco Sancho y Muguiro (n. 1994)                                           |                                                                            |                                                                            |                                                                            |                                                                            |                                                                            |  |  | | | | | | |  |  |  |  |  |  |  |  |  |  |